# Флоренсія (Какета)
Флоренсія (ісп. Florencia) — місто й муніципалітет у південно-західній частині Колумбії, адміністративний центр департаменту Какета.

## Історія
Першим з європейців, хто побував на територіях, що нині належать до міста Флоренсія, був іспанський конкістадор Ернан Перес де Кесада. Офіційно місто було засновано 25 грудня 1902 року ченцем ордена капуцинів, отцем Доротео де Пупіалесом (1876—1959). 1912 року Флоренсії було надано статус муніципії й того ж року відбулись перші вибори до міської ради. 14 березня 1950 року Флоренсія стала адміністративним центром департаменту Какета.

## Географія
Місто розташовано в північно-західній частині департаменту, в передгір'ях хребта Східна Кордильєра, на лівому березі річки Ача (права притока річки Ортегуаса). За 360 кілометрів на північний схід розташована столиця країни, місто Богота.

## Клімат
| Клімат Флоренсії                                                                              | Клімат Флоренсії | Клімат Флоренсії | Клімат Флоренсії | Клімат Флоренсії | Клімат Флоренсії | Клімат Флоренсії | Клімат Флоренсії | Клімат Флоренсії | Клімат Флоренсії | Клімат Флоренсії | Клімат Флоренсії | Клімат Флоренсії | Клімат Флоренсії |
| Показник                                                                                      | Січ.             | Лют.             | Бер.             | Квіт.            | Трав.            | Черв.            | Лип.             | Серп.            | Вер.             | Жовт.            | Лист.            | Груд.            | Рік              |
| Середній максимум, °C                                                                         | 32,6             | 31,9             | 31               | 30,2             | 29,8             | 29               | 28,6             | 29,9             | 30,7             | 31,1             | 31,4             | 32,1             | 30,7             |
| Середня температура, °C                                                                       | 27,1             | 26,9             | 26,4             | 25,9             | 25,7             | 25,1             | 24,6             | 25,4             | 25,9             | 26,4             | 26,6             | 26,9             | 26,1             |
| Середній мінімум, °C                                                                          | 21,7             | 21,8             | 21,8             | 21,6             | 21,6             | 21,2             | 20,6             | 20,8             | 21,2             | 21,6             | 21,8             | 21,8             | 21,5             |
| Норма опадів, мм                                                                              | 104              | 189              | 182              | 391              | 467              | 495              | 449              | 347              | 308              | 298              | 236              | 133              | 3599             |
| --------------------------------------------------------------------------------------------- | ---------------- | ---------------- | ---------------- | ---------------- | ---------------- | ---------------- | ---------------- | ---------------- | ---------------- | ---------------- | ---------------- | ---------------- | ---------------- |
| Джерело: http://www.weatherbase.com/weather/weather.php3?s=592497&cityname=Florencia-Colombia |                  |                  |                  |                  |                  |                  |                  |                  |                  |                  |                  |                  |                  |

## Демографія
Динаміка чисельності населення міста за роками:
| 143,871                                | 146,307 | 149,031 | 151,778 | 154,595 | 157,450 | 160,383 | 163,323 |
| В період з 2005 по 2015 рік (тис. ос.) |         |         |         |         |         |         |         |